# Pomeron
Em física de partículas, o pomeron (português brasileiro) ou pomerão (português europeu) é uma trajetória de Regge — uma família de partículas com spin crescente — postulado em 1961 para explicar a lenta subida da seção de choque de colisões hadrônicas em altas energias. Seu nome é uma homenagem a Isaak Pomeranchuk.

## Visão geral
Enquanto outras trajetórias levam a uma queda da seção de choque, o pomeron pode levar ao aumento logarítmico da seção de choque — o que, experimentalmente, é aproximadamente constante. A identificação do pomeron e a predição de suas propriedades foram um grande sucesso da teoria de Regge da fenomenologia da força forte. Mais tarde, o pomeron BFKL foi derivado em regimes cinemáticos adicionais de cálculos perturbativos em cromodinâmica quântica, mas sua relação com o pomeron visto na dispersão de alta energia ainda não é totalmente compreendida.
Uma consequência da hipótese do pomeron é que as seções de choque de dispersões próton–próton e próton–antipróton deviam ser iguais em energias altas o suficiente. Isso foi demonstrado pelo físico soviético Isaak Pomeranchuk por meio de extensão analítica assumindo apenas que as seções de choque não diminuem. O pomeron foi introduzido por Vladimir Gribov, e esse teorema foi incorporado à teoria de Regge. Geoffrey Chew e Steven Frautschi introduziram o pomeron no oeste. A interpretação moderna do teorema de Pomeranchuk é de que o pomeron não possui cargas conservadas — as partículas nessa trajetória têm os números quânticos do vácuo.
O pomeron foi bem aceito na década de 1960 apesar do fato de que as seções de choque medidas das dispersões próton–próton e próton–antipróton nas energias então disponíveis eram diferentes.
O pomeron não possui cargas. A ausência de carga elétrica implica que a troca de pomeron não leva à usual chuva de radiação Cherenkov, enquanto ausência de carga de cor implica que tais eventos não emitem píons.
Isso está de acordo com observações. Em colisões próton–próton e próton–antipróton de alta energia, nas quais acredita-se que os pomerons são trocas, uma lacuna de rapidez é frequentemente observada: uma grande região angular na qual nenhuma partícula de saída é detectada.

## Odderon
O odderon, o equivalente do pomeron que carrega uma paridade de carga singular foi introduzido em 1973 por Leszek Łukaszuk e Basarab Nicolescu. Os odderons existem em cromodinâmica quântica como o estado composto de três glúons reggeizados. Teorizado em 2015., foi observado apenas em 2017 pelo experimento TOTEM no Grande Colisor de Hádrons. Essa observação foi mais tarde confirmada em uma análise conjunta com o experimento DØ no Fermilab e apareceu na mídia como a descoberta da partícula em março de 2021.